# Hans De Clercq
Hans De Clercq (Deinze, 3 de març de 1969) va ser un ciclista belga, professional des del 1993 fins al 2004. Actualment fa de director esportiu de l'equip Sport Vlaanderen-Baloise.

## Palmarès
- 1990
  - 1r a la Fletxa flamenca
- 1998
  - Vencedor d'una etapa a la Circuit franco-belga
- 1999
  - 1r al Gran Premi d'Affligem
- 2000
  - 1r a la Brussel·les-Ingooigem
- 2001
  - 1r al Classic Haribo
  - Vencedor d'una etapa als Tres dies de De Panne-Koksijde

### Resultats al Giro d'Itàlia
- 2001. 126è de la classificació general

### Resultats al Tour de França
- 2002. 145è de la classificació general. Fanalet vermell
- 2003. 147è de la classificació general